# Submers

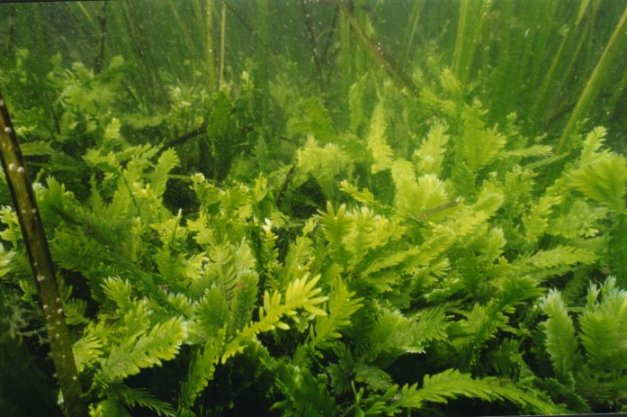
De alg Caulerpa taxifolia, een submerse waterplant.

De term submers ofwel ondergedoken wordt gebruikt voor taxa van waterplanten, syntaxa van watervegetatie en soms ook voor taxa van schimmels, die geheel onder water groeien. Alleen de bloeiwijze kan bij sommige soorten boven het water uitsteken.
Er zijn ook emerse waterplanten, die gedeeltelijk boven het wateroppervlak uitsteken.
Voorbeelden van submers groeiende planten zijn plat fonteinkruid (ook andere fonteinkruidsoorten, zoals doorgroeid fonteinkruid), evenals soorten van Vallisneria en Rotola.
Voorbeelden van submers groeiende schimmels zijn Vibrissea en enkele soorten van Mollisia.